# After the Ball (film 1914)
After the Ball è un film muto del 1914 diretto da Pierce Kingsley e interpretato dalla coppia teatrale Herbert Kelcey e Effie Shannon, qui al loro debutto sullo schermo.
 
Nel film ha una piccola parte l'attrice bambina Joyce Fair che altri non è che lo pseudonimo della futura ambasciatrice degli Stati Uniti in Italia Clare Boothe Luce. La pellicola è andata perduta.
La sceneggiatura si ispira all'omonima canzone del 1892 di Charles K. Harris.

## Trama
Tornato dal Medio Oriente, l'avvocato John Dale visita la famiglia della sorella. La nipote Nina, parlando con lui, gli chiede come mai non si è mai sposato. Dale, allora, le racconta che, molti anni prima, era stato innamorato di Louise Tate, una socialite, ma che la loro storia era stata rovinata inconsapevolmente da Gerald, il fratello di lei, diventato un giocatore d'azzardo e ladro. Venuto a un ballo, si era intrattenuto con la sorella e John, che non lo conosceva, avendola vista abbracciare quell'uomo, aveva pensato che lei lo tradisse. Abbandonata, Louise non aveva retto al dolore ed era morta di crepacuore. Anche Gerald, poi, era morto quando aveva salvato lo stesso John da una pallottola che lo stava per colpire durante una rapina. La storia commuove la giovane Nina che viene confortata dallo zio.

## Produzione

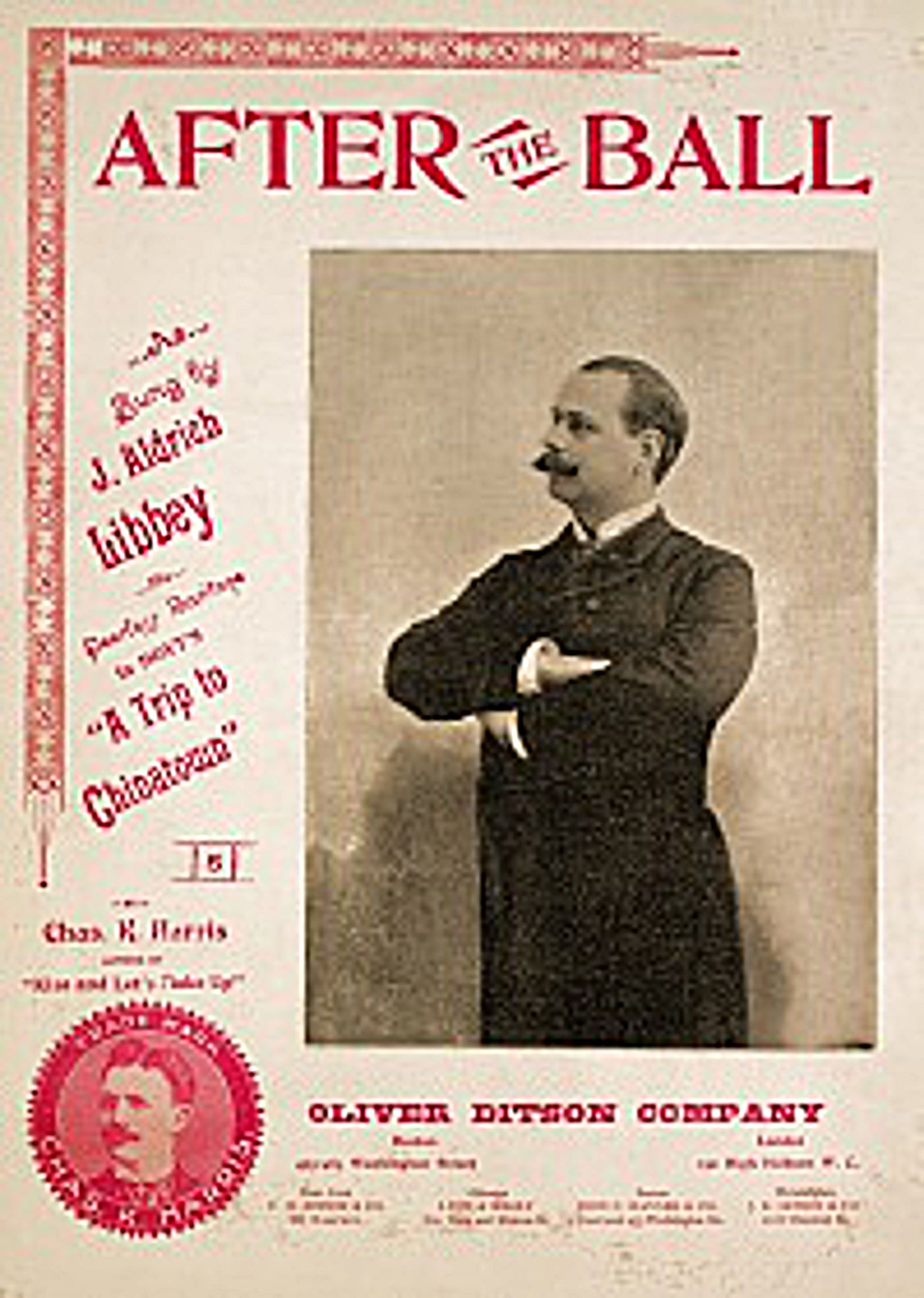
Spartito del 1892 della canzone che ha ispirato il film

Nel film, prodotto dalla Photo Drama Company, vennero incluse delle scene notturne di Broadway.

## Distribuzione
Il copyright del film, richiesto dalla Photo Drama Co., fu registrato l'8 luglio 1914 con il numero LU2984.
Distribuito negli Stati Uniti dalla Photo Drama Company, il film uscì nelle sale nel luglio 1914.
Non si conoscono copie ancora esistenti della pellicola che viene considerata presumibilmente perduta.